# 1000 Forms of Fear
1000 Forms of Fear är ett studioalbum av Sia som släpptes den 4 juli 2014. Huvudsingeln "Chandelier" blev en global succé och var nominerad till fyra Grammy Awards.

## Låtlista
| Nr  | Titel                    | Kompositör                      | Producent(er)         | Längd |
| --- | ------------------------ | ------------------------------- | --------------------- | ----- |
| 1.  | "Chandelier"             | Sia Furler, Jesse Shatkin       | Shatkin, Greg Kurstin | 3:37  |
| 2.  | "Big Girls Cry"          | Furler, Christopher Braide      | Kurstin, Braide       | 3:32  |
| 3.  | "Burn the Pages"         | Furler, Kurstin                 | Kurstin               | 3:16  |
| 4.  | "Eye of the Needle"      | Furler, Braide                  | Kurstin               | 4:10  |
| 5.  | "Hostage"                | Furler, Nick Valensi            | Kurstin               | 2:56  |
| 6.  | "Straight for the Knife" | Furler, Justin Parker           | Kurstin               | 3:32  |
| 7.  | "Fair Game"              | Furler, Kurstin                 | Kurstin               | 3:52  |
| 8.  | "Elastic Heart"          | Furler, Thomas Wesley Pentz     | Andrew Swanson        | 4:18  |
| 9.  | "Free the Animal"        | Furler, Kurstin, Jasper Leak    | Kurstin               | 4:25  |
| 10. | "Fire Meet Gasoline"     | Furler, Kurstin, Samuel Dixon   | Kurstin               | 4:02  |
| 11. | "Cellophane"             | Furler, Kurstin                 | Kurstin               | 4:26  |
| 12. | "Dressed in Black"       | Furler, Kurstin, Grant Michaels | Kurstin               | 6:41  |